# Baraa
Baraa ist ein Verwaltungsbezirk (Ward) des Distrikts Arusha (CC) in der tansanischen Region Arusha.

## Geografie
Baraa liegt im Norden von Tansania. Der Bezirk liegt am östlichen Stadtrand von Arusha, südlich der Nairobi-Moshi-Road (Nationalstraße T2). Im Westen liegt der Bezirk Kimandolu, im Osten bildet der bewaldete 1500 Meter hohe Moivaro Hill die Grenze. Bei der Volkszählung 2022 lebten hier 18.331 Menschen in 5272 Haushalten.

## Gliederung
Der Bezirk besteht aus acht Stadtteilen (Mtaa):
- Kwa Mrefu
- Sorenyi
- Kiroshi
- Ofisini
- Kambi ya Chupa
- Mferejini
- Siara
- Elkirouwa

## Wirtschaft und Infrastruktur
- Gesundheit: Im Bezirk liegen drei Apotheken, eine staatliche[6] und zwei private.[7][8]
- Bildung: Die Baraa Secondary School ist eine staatliche Tagesschule mit einer Ausbildung bis zur 4. Stufe.[9]